# Роз'їзд 15 км (Владимирська область)
Роз'їзд 15 км (рос. Разъезд 15 км) — роз'їзд у Муромському районі Владимирської області Російської Федерації.
Входить до складу муніципального утворення Ковардицьке сільське поселення. Населення становить 10 осіб (2012).

## Історія
Населений пункт розташований на землях фіно-угорських народів муроми та мещери.
Від 14 квітня 1929 року належить до Муромського району, утвореного спочатку у складі Муромського округу Нижегородської області.
Згідно із законом від 11 травня 2005 року входить до складу муніципального утворення Ковардицьке сільське поселення.

## Населення
| 2010 | 2012 |
| ---- | ---- |
| 3    | ↗10  |